# Maud de Clare († 1327)
Maud de Clare (* um 1276; † zwischen 4. März und 24. Mai 1327) war eine anglo-irische Adlige.

## Leben
Sie entstammte der anglonormannischen Familie Clare und war die älteste Tochter von Thomas de Clare, Lord of Thomond. Ihr Vater starb bereits 1287. Am 3. November 1295 heiratete sie auf Clifford Castle in Herefordshire den englischen Baron Robert de Clifford. Nachdem ihr Mann 1314 in der Schlacht von Bannockburn gefallen war, wurde sie um den 11. November 1315 gewaltsam von Jack the Irishman, dem Verwalter von Barnard Castle, auf einer Straße bei Bowes Castle entführt. Obwohl dieser Jack the Irishman die Gunst des Königs genossen hatte, konnte Eduard II. die Entführung der Witwe eines seiner loyalsten Vasallen nicht hinnehmen. Er beauftragte William Montagu, einen erfahrenen Ritter seines Haushalts, Maud zu befreien. Montague zog mit etwa 40 Rittern und Waffenknechten nach Barnard Castle und konnte rasch die Freilassung von Maud erwirken. Jack the Irishman wurde zwar seines Amtes als Verwalter von Barnard Castle enthoben, blieb aber weiterhin in der Gunst des Königs. Maud heiratete vor dem 16. Dezember 1315 in zweiter Ehe den Ritter Robert de Welle, der zu ihren Befreiern gehört hatte. Da die Ehe ohne Erlaubnis des Königs geschlossen worden war, wurde das Wittum von Maud beschlagnahmt. Gegen eine Strafe in Höhe von £ 100 erhielt sie es im Oktober 1316 zurück.
Ihr Mann starb 1320. Nachdem ihre beiden Brüder Gilbert und Richard gestorben waren und auch Richards Sohn Thomas als Kleinkind gestorben war, bat sie 1327 vergeblich, als Erbin der Besitzungen ihres Vaters anerkannt zu werden. Die Besitzungen waren 1322 offiziell an die Krone gefallen, doch tatsächlich war die englische Herrschaft in Thomond nach dem irischen Sieg in der Schlacht von Dysert O’Dea, in der ihr Bruder Richard 1318 gefallen war, zusammengebrochen.
Aus ihrer Ehe mit Robert de Clifford hatte sie mehrere Kinder, darunter:
- Roger de Clifford, 2. Baron de Clifford (um 1300–1322)
- Robert de Clifford, 3. Baron de Clifford (1305–1344)
- John de Clifford
- Idoine de Clifford († 1365) ⚭ Henry Percy, 2. Baron Percy

Ihre zweite Ehe mit Robert de Welle blieb kinderlos.